# Brafferton (Yorkshire du Nord)
Brafferton est un village et une ancienne paroisse civile du Yorkshire du Nord, en Angleterre.